# Russellov čajnik
Russellov čajnik, poznat i kao "nebeski" ili "kozmički čajnik" je analogija filozofa Bertranda Russella koja ima za cilj slikovito objasniti stav da teret filozofskog dokaza uvijek leži na osobi koja iznosi znanstveno neopovrgljivu tvrdnju, a ne na osobi koja istu tvrdnju niječe. Russell je, naime, objasnio da ako on iznese tvrdnju da se negdje u svemiru nalazi porculanski čajnik u orbiti oko Sunca, bilo bi apsurdno očekivati od drugih osoba da mu vjeruju samo zato što nitko ne može dokazati da je on u krivu. Na njemu je teret da iznese dokaze glede postojanja tog čajnika. Ovu analogiju često koriste skeptici glede religijskih tvrdnji. Ateisti tvrde da je teret dokaza postojanja Boga uvijek na vjerniku, nikako na osobi koja to postojanje niječe.

## Russellov argument
Ovu je analogiju Russell naveo u članku "Ima li Boga?" ("Is there a God?"), kojeg je predao časopisu Illustrated 1952., ali članak nikad nije objavljen:
Russell je dodatno elaborirao analogiju čajnika 1958. kao razlog vlastitog ateizma:

## Parodije
Ideja Russellovog čajnika preuzeta je u eksplicitnijem obliku parodijskih religija kao što su Nevidljivi ružičasti jednorog i Leteće špageti čudovište.